# 山菊蚜
山菊蚜（学名：Aphis fuckii）为常蚜科蚜屬下的一个种。